# ウサーマ・ビン・ラーディン (象)
ウサーマ・ビン・ラーディンは、インドのアッサム州ソニトプル地区で少なくとも27人の死者を出したオスの象である。その凶暴さから同名のテロリストにちなんで名付けられた。2004年から2006年までの2年間大暴れした後に射殺されたが、正しい個体が殺されたのかは疑問視されている。

## 襲撃
ウサーマ・ビン・ラーディンはインドのアッサム州に生存しており、襲撃当時は45歳から50歳であったと考えられている。 身長は2.7~3.0mであった。死者数が2桁に達した2006年からは「凶暴」な象として扱われるようになった。
爆竹や火を恐れないと言われ、アッサム州の襲撃では、射殺されるまでの半年間の間に殺した14人を含む計27人を殺した。

州都のグワーハーティーは、テズプル近郊のベハリから南西に240キロのところにある。この地域には推定5,300頭のアジアゾウが生息している。
インド北東部では人間と象の衝突が問題になっている。人間の活動範囲の拡大と象の生息地の破壊により、象は人間の住む場所で餌を探すようになった。2001年から2006年までの間にアッサム州では250人以上が象の犠牲となり、動揺した村人は主に毒殺により268頭の象を殺した。

## 死
インド政府は2006年12月中旬、月末を期限とし「射殺指令」を出した。12月18日にグワーハーティーの北西140kmにある町、ベハリ近くの茶畑まで追跡されたことが発表された。地元の村人たちが太鼓や火を使って農園の隅に象を閉じ込め、ハンターのDipen Phukanが象に近づいていくと、何が起こるかを悟った象はハンターに猛突進した。象が急接近する中、ハンターは象の射殺に成功した。Phukan氏は「象が私に向かって突進してきたので、私は銃を撃ち続けた。象があと数ヤード進んでいたら私は踏み潰されていただろう」と語った。牙がないことから、この象がウサーマ・ビン・ラーディンであると同定された。
しかし、以前に目撃された場所から80キロも離れた場所で射殺されたことから、これは別の象ではないかとも懸念された。林業関係者は無実の象を殺したと非難された。また、自然保護団体は同じ群れの他の象が復讐する可能性を指摘した。

## 他の象
アメリカ同時多発テロ事件以降、アッサム州の村人たちは、農作物や家に被害を与えた象をテロリストとして「ウサーマ・ビン・ラーディン」と呼ぶようになった。2008年には、11人以上の死者と数十人の負傷者を出し同じく「ウサーマ・ビン・ラーディン」と名付けられた象がジャールカンド州で射殺された。